# Atmosfera de Júpiter

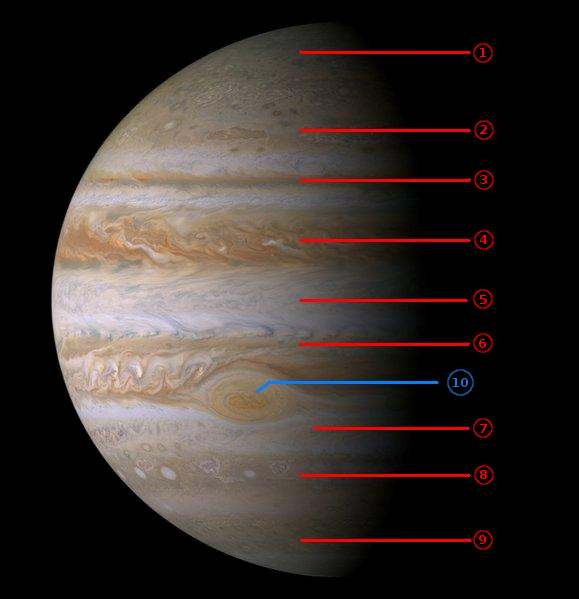
Patró de núvols a Júpiter. Llegenda:1= Regió Polar Nord, 2=Banda Temperada Nord Nord; 3=Banda Temperada Nord; 4=Banda Equatorial Nord; 5=Zona Equatorial; 6=Banda Equatorial Sud; 7=Banda Temperada Sud; 8=Banda Temperada Sud Sud; 9=Regió Polar Sud; 10=Gran Taca Vermella

L'atmosfera de Júpiter és l'atmosfera planetària de major grandària de tot el sistema solar. Està composta principalment per hidrogen molecular i heli en una proporció comparable amb la d'una estrella; també es troben presents altres substàncies químics, encara que en petites quantitats, com ara el metà, amoníac, àcid sulfhídric i aigua. Encara que la presència d'aquest últim compost no s'ha pogut observar de forma directa, es creu que resideix en les capes més profundes de l'atmosfera. L'abundància d'oxigen, nitrogen, sofre i gasos nobles en l'atmosfera de Júpiter supera els valors trobats en les estrelles en una proporció propera al 3:1.
L'atmosfera joviana no té un límit inferior definit i gradualment es transforma en l'interior líquid del planeta. Les capes atmosfèriques són, d'inferior a superior, la troposfera, l'estratosfera, la termosfera i l'exosfera. Cada capa té un gradient tèrmic característic. La capa inferior, la troposfera, posseeix un complex sistema de núvols i bromes, compostes per estrats d'amoníac, hidrosulfur d'amoni i aigua. Els núvols d'amoníac superiors que són visibles a la «superfície» de Júpiter es troben organitzats en una dotzena de bandes zonals paral·leles a l'equador, que estan delimitades per forts corrents atmosfèrics (vents) coneguts com a corrents en jet. Les bandes s'alternen en colors: a les bandes fosques se'ls anomena cinturons, mentre que clar i ras se les denomina zones. Les zones, que són més fredes, corresponen als corrents d'aire ascendent, mentre que els cinturons assenyalen els corrents descendents. Es creu que el color més clar de les zones es deu a la presència de gel d'amoníac, no obstant, no es coneix amb exactitud la raó del color més fosc dels cinturons. L'origen de l'estructura en bandes i dels jets d'aire no s'ha pogut determinar, encara que existeixen dos models teòrics. El primer model sosté que hi ha fenòmens en la superfície que recobreixen un interior estable. Segons un altre model, les bandes i els jets d'aire són simplement una manifestació del flux d'hidrogen molecular en el mantell de Júpiter, que estaria organitzat en un cert nombre de cilindres.
L'atmosfera de Júpiter mostra una àmplia gamma de fenòmens actius, inclosa la inestabilitat de les bandes, vòrtex (ciclons i anticiclons), tempestes i llamps. Els vòrtexs es manifesten en enormes taques (ovalades) de color vermell, blanc o marró. Les dues taques més grans són la Gran Taca Vermella i la Petita Taca Vermella (també conegut com a Oval BA); aquestes i la majoria de les altres taques són de característiques anticiclòniques. Els anticiclons més petits solen ser blancs. Es creu que els vòrtexs són estructures relativament poc profundes, que no superen diversos centenars de quilòmetres. La gran taca vermella, que se situa en l'hemisferi sud, és el vòrtex més gran conegut en tot el sistema solar. La seva grandària és tal que podria encabir diversos planetes de la grandària de la Terra, i ha existit durant almenys tres-cents anys. La petita taca vermella, que es troba al sud de la gran, té una magnitud equivalent a un terç de l'anterior i es va formar l'any 2000 arran de la combinació de tres ovals blancs.
Júpiter presenta tempestes poderoses, sempre acompanyades per llamps. Aquestes tempestes són un producte de la convecció humida en l'atmosfera relacionada amb l'evaporació i condensació de l'aigua. Aquests llocs presenten forts moviments ascendents d'aire que produeixen la formació de núvols brillants i densos. En general, les tempestes es formen a la regió dels cinturons. En Júpiter els llamps són molt més poderosos que a la Terra, però, són menys freqüents i el seu nivell mitjà d'activitat és comparable al terrestre.

## Estructura vertical

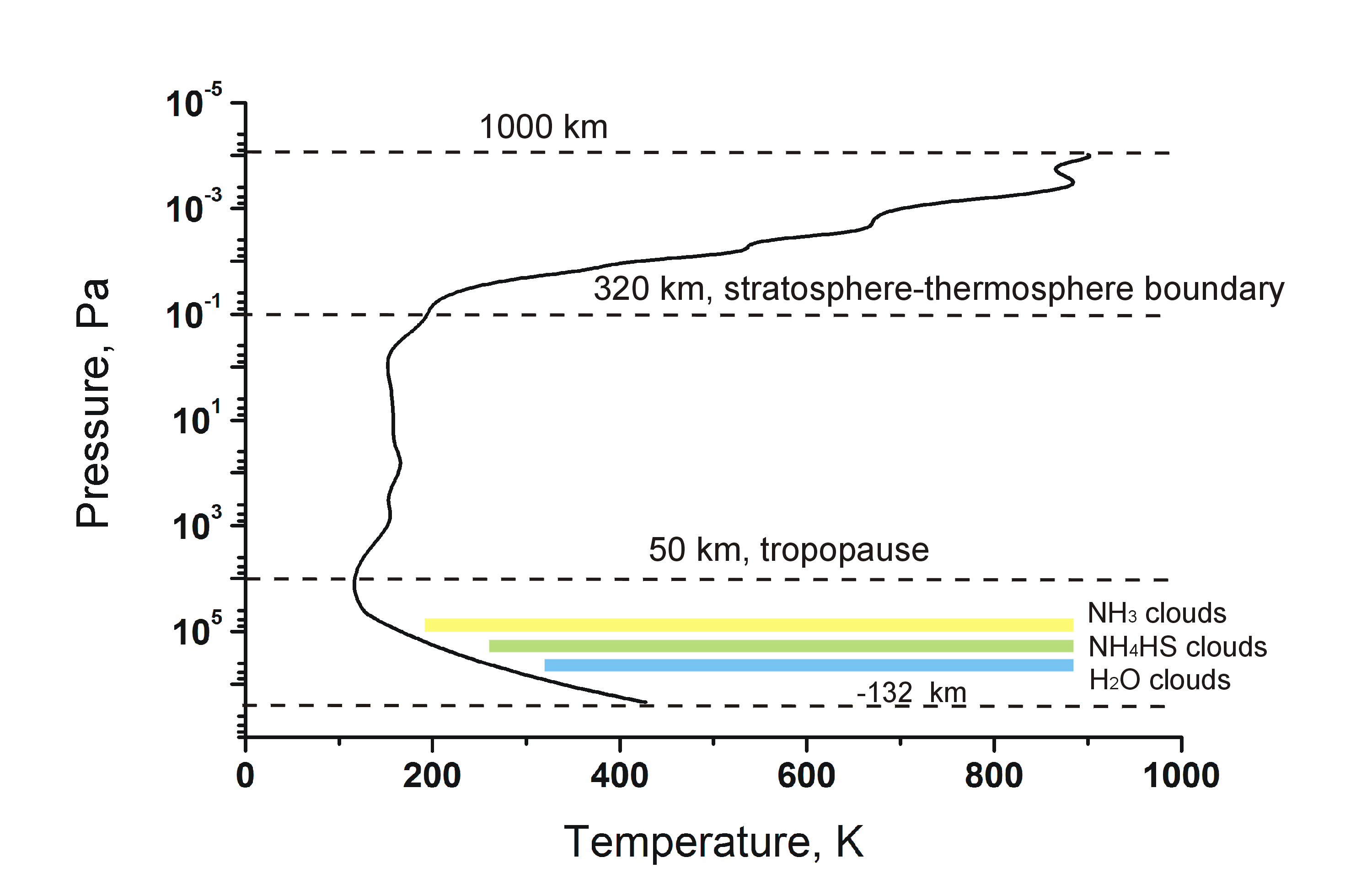
Estructura vertical de l'atmosfera joviana. La pressió disminueix juntament amb l'altitud. El nivell de -132 km és la profunditat màxima assolida per la sonda atmosfèrica Galileo.

L'atmosfera de Júpiter es divideix en quatre capes, en altitud creixent: la troposfera, l'estratosfera, la termosfera i l'exosfera. A diferència de l'atmosfera terrestre, Júpiter no té una mesosfera. Júpiter no posseeix una superfície sòlida i la capa atmosfèrica més baixa, la troposfera, dona pas a l'interior líquid del planeta. Això passa com a conseqüència que les temperatures i pressions superen àmpliamente les corresponents als punts crítics de l'hidrogen i l'heli, el que resulta en l'absència d'un límit marcat entre els estadis de gas i líquid.
A causa de la manca d'un límit inferior definit de l'atmosfera, sol considerar-se que la pressió de 10 bars, que es troba a una altitud aproximada de 90 km per sota de la pressió d'1 bar per a una temperatura d'uns 340 K, marca la base de la troposfera. Dins del material científic publicat, habitualment es pren a la pressió d'1 bar com a "punt zero" de les altituds (la "superfície ") de Júpiter. Igual que passa a la Terra, la capa atmosfèrica superior, l'exosfera, tampoc té un límit superior definit. La densitat disminueix gradualment fins a donar pas al medi interplanetari a uns 5.000 km per sobre de la "superfície".
Les variacions en la temperatura vertical de l'atmosfera joviana tenen comportaments similars a les de l'atmosfera terrestre. La temperatura de la troposfera disminueix amb l'altura fins a arribar a un mínim, anomenat tropopausa, que és el límit entre la troposfera i l'estratosfera. A Júpiter, la tropopausa es troba a uns 50 km sobre els núvols visibles (o un nivell d'1 bar), on la pressió i la temperatura són d'aproximadament 0,1 bar i 110 K. A l'estratosfera, la temperatura puja a uns 200 K per donar pas a la termosfera, a una altitud i pressió properes als 320 km i 1 μbar. A la termosfera, les temperatures segueixen augmentant fins a arribar als 1.000 K aproximadament als 1000 km, on la pressió arriba al voltant d'1 nbar.
La troposfera de Júpiter conté una estructura de núvols complexa. Els núvols visibles, que es troben entre els 0,7 i 1,0 bar de pressió, estan fets de gel d'amoníac. Per sota, es creu que hi ha núvols d'hidrosulfur d'amoni o sulfur d'amoni (entre 1,5 i 3 bar) i d'aigua (3 i 7 bar). No hi ha núvols de metà, ja que les temperatures són massa elevades per tal que aquest pugui condensar. Els núvols d'aigua componen la capa de núvols més densa i tenen més influència que altres núvols en la dinàmica atmosfèrica. Això és conseqüència d'una major calor de vaporització de l'aigua i una major abundància d'aigua en comparació amb l'amoníac i l'àcid sulfhídric (l'oxigen és un element químic més abundant que el nitrogen i el sofre). Sobre les principals capes de núvols, es troben diverses capes de boirina, tant en la troposfera (a 0,2 bar) com en l'estratosfera (a 10 mbar). Aquestes últimes es creen a causa de la condensació d'hidrocarburs aromàtics policíclics o hidrazina generada a la part superior de l'estratosfera (100-100 μbar) a partir del metà influenciat per la radiació ultraviolada (UV) del Sol L'abundància de metà en relació amb l'hidrogen molecular en l'estratosfera és d'aproximadament 10  -4 , mentre que la proporció corresponent a altres hidrocarburs lleugers, com l'età i l'acetilè, respecte de l'hidrogen molecular és d'aproximadament 10 -6.
La termosfera de Júpiter es troba a pressions menors a 1 μbar i presenta fenòmens com ara capes d'airglow, aurores polars i emissions de raigs X. Dins seu es localitzen capes on la densitat dels electrons i ions és major, formant la ionosfera. Les freqüents temperatures elevades de la termosfera (800-1000 K) encara no han estat explicades del tot; els models teòrics actuals prediuen una temperatura no superior als 400 K. Aquestes temperatures podrien ser causades per l'absorcióde radiació solar d'alta energia (raigs UV o X), per l'escalfament de les partícules carregades que descendeixen des de la magnetosfera joviana, o per la dissipació d'ones de gravetat que es propaguen cap amunt. En els pols i latituds baixes, la termosfera i l'exosfera emeten raigs x, observats per primera vegada per l'Observatori Einstein el 1983. Les partícules d'energia que s'originen en la magnetosfera de Júpiter creen brillants aurores ovalades que envolten els pols. A diferència de les terrestres, que només apareixen durant tempestes geomagnètiques, aquestes aurores són una característica permanent de l'atmosfera joviana. La termosfera de Júpiter va ser el primer lloc fora de la Terra on es va descobrir hidrogen molecular protonat (H₃+). Aquest ió produeix fortes emissions a la secció infraroja mitjana de l'espectre, a una longitud d'ona entre 3 i 5 micres, i és el principal refrigerador de la termosfera.

## Composició química
| Abundància d'elements amb relació a l'hidrógen a Júpiter i al Sol | Abundància d'elements amb relació a l'hidrógen a Júpiter i al Sol | Abundància d'elements amb relació a l'hidrógen a Júpiter i al Sol | Abundància d'elements amb relació a l'hidrógen a Júpiter i al Sol |
| ----------------------------------------------------------------- | ----------------------------------------------------------------- | ----------------------------------------------------------------- | ----------------------------------------------------------------- |
| Element                                                           | Sol                                                               | Júpiter/Sol                                                       |                                                                   |
| He/H                                                              | 0,0975                                                            | 0,807 ± 0,02                                                      |                                                                   |
| Ne/H                                                              | 1,23 x 10−4                                                       | 0,10 ± 0,01                                                       |                                                                   |
| Ar/H                                                              | 3,62 x 10−6                                                       | 2,5 ± 0,5                                                         |                                                                   |
| Kr/H                                                              | 1,61 x 10−9                                                       | 2,7 ± 0,5                                                         |                                                                   |
| Xe/H                                                              | 1,68 x 10−10                                                      | 2,6 ± 0,5                                                         |                                                                   |
| C/H                                                               | 3,62 x 10−4                                                       | 2,9 ± 0,5                                                         |                                                                   |
| N/H                                                               | 1,12 x 10−4                                                       | 3,6 ± 0,5 (8 bar) 3,2 ± 1,4 (9–12 bar)                            |                                                                   |
| O/H                                                               | 8,51 x 10−4                                                       | 0,033 ± 0,015 (12 bar) 0,19–0,58 (19 bar)                         |                                                                   |
| P/H                                                               | 3,73 x 10−7                                                       | 0,82                                                              |                                                                   |
| S/H                                                               | 1,62 x 10−45                                                      | 2,5 ± 0,15                                                        |                                                                   |

| Taxes isotòpiques a Júpiter i al Sol | Taxes isotòpiques a Júpiter i al Sol | Taxes isotòpiques a Júpiter i al Sol | Taxes isotòpiques a Júpiter i al Sol |
| ------------------------------------ | ------------------------------------ | ------------------------------------ | ------------------------------------ |
| Taxa                                 | Sol                                  | Júpiter                              |                                      |
| 13C/12C                              | 0,011                                | 0.0108 ± 0,0005                      |                                      |
| 15N/¹⁴N                              | <2,8 x 10−3                          | 2,3 ± 0,3 x 10−3 (0,08–2,8 bar)      |                                      |
| 36Ar/38Ar                            | 5,77 ± 0,08                          | 5,6 ± 0,25                           |                                      |
| 20Ne/22Ne                            | 13,81 ± 0,08                         | 13 ± 2                               |                                      |
| 3He/4He                              | 1,5 ± 0,3 x 10−4                     | 1,66 ± 0,05 x 10−4                   |                                      |
| D/H                                  | 3,0 ± 0,17 x 10−5                    | 2,25 ± 0,35 x 10−5                   |                                      |

La composició de l'atmosfera joviana és similar a la del planeta en la seva totalitat. L'atmosfera joviana és la més coneguda de tots els gegants gasosos, car va ser observada directament per la sonda Galileo quan va ingressar a l'atmosfera joviana el 17 de desembre de 1995. Entre altres fonts d'informació sobre la composició atmosfèrica de Júpiter es poden incloure l'Observatori Espacial Infraroig (ISO), les sondes Galileo i Cassini, i observacions fetes des de la Terra.
Els dos components principals de l'atmosfera de Júpiter són l'hidrogen molecular (H₂) i l'heli. L'abundància d'heli és de 0,157 ± 0,0036 en relació amb l'hidrogen molecular, per nombre de molècules, i la seva fracció de massa és de 0,234 ± 0,005, que és lleugerament inferior al valor primordial en el sistema solar. La raó d'aquesta quantitat inferior no se sap del cert, però, en ser més dens que l'hidrogen, part de l'heli podria estar condensat dins el nucli del planeta. L'atmosfera conté diversos compostos senzills, com ara aigua, metà (CH₄), àcid sulfhídric (H₂S), amoníac (NH₃) i fosfina (PH₃). L'abundància d'aquestes substàncies a la troposfera profunda (per sota dels 10 bar) implica que l'atmosfera de Júpiter està enriquida en elements com carboni, nitrogen, sofre i, possiblement, oxigen en un factor de 2 a 4 en comparació amb els valors pertanyents al Sol [a] Gasos nobles com argó, criptó i xenó també semblen estar enriquits amb relació a les quantitats solars (vegeu taula de la dreta), mentre que el neó és molt més escàs. Quant a altres compostos químics, com ara l'arsina (ASH₃) i el germà (GEH₄), únicament es troben vestigis. L'atmosfera superior de Júpiter té petites quantitats d'hidrocarburs simples, com ara l'età, l'acetilè i eldiacetilè, que es formen a partir de metà afectat per la radición solar ultraviolada i de partícules carregades provinents de la magnetosfera del planeta. Es creu que la presència de diòxid de carboni, monòxid de carboni i aigua en la part superior de l'atmosfera es deu a cometes que van xocar amb el planeta, com és el cas del cometa Shoemaker-Levy 9. És impossible que l'aigua provingui de la troposfera, ja que la freda tropopausa actua com a trampa de calor, impedint que l'aigua s'elevi cap a l'estratosfera (vegeu «Estructura vertical»).
Els mesuraments presos des de la Terra i per sondes espacials van ampliar el coneixement sobre la taxa isotòpica en l'atmosfera joviana. Fins a juliol de 2003, el valor acceptat de deuteri present és de 2,25 ± 0,35 × 10-5, que probablement representi el valor primordial en la nebulosa protosolar que va donar origen al sistema solar. La taxa d'isòtops de nitrogen a l'atmosfera de Júpiter, 15 N a  14 N, és de 2,3 × 10-3, un terç més baixa que la present en l'atmosfera terrestre (3,5 × 10-3). Aquest últim descobriment és particularment significatiu, ja que les teories prèvies sobre la formació del sistema solar consideraven que el valor de la taxa d'isòtops de nitrogen a la Terra era el primordial.

## Zones, cinturons i jets d'aire

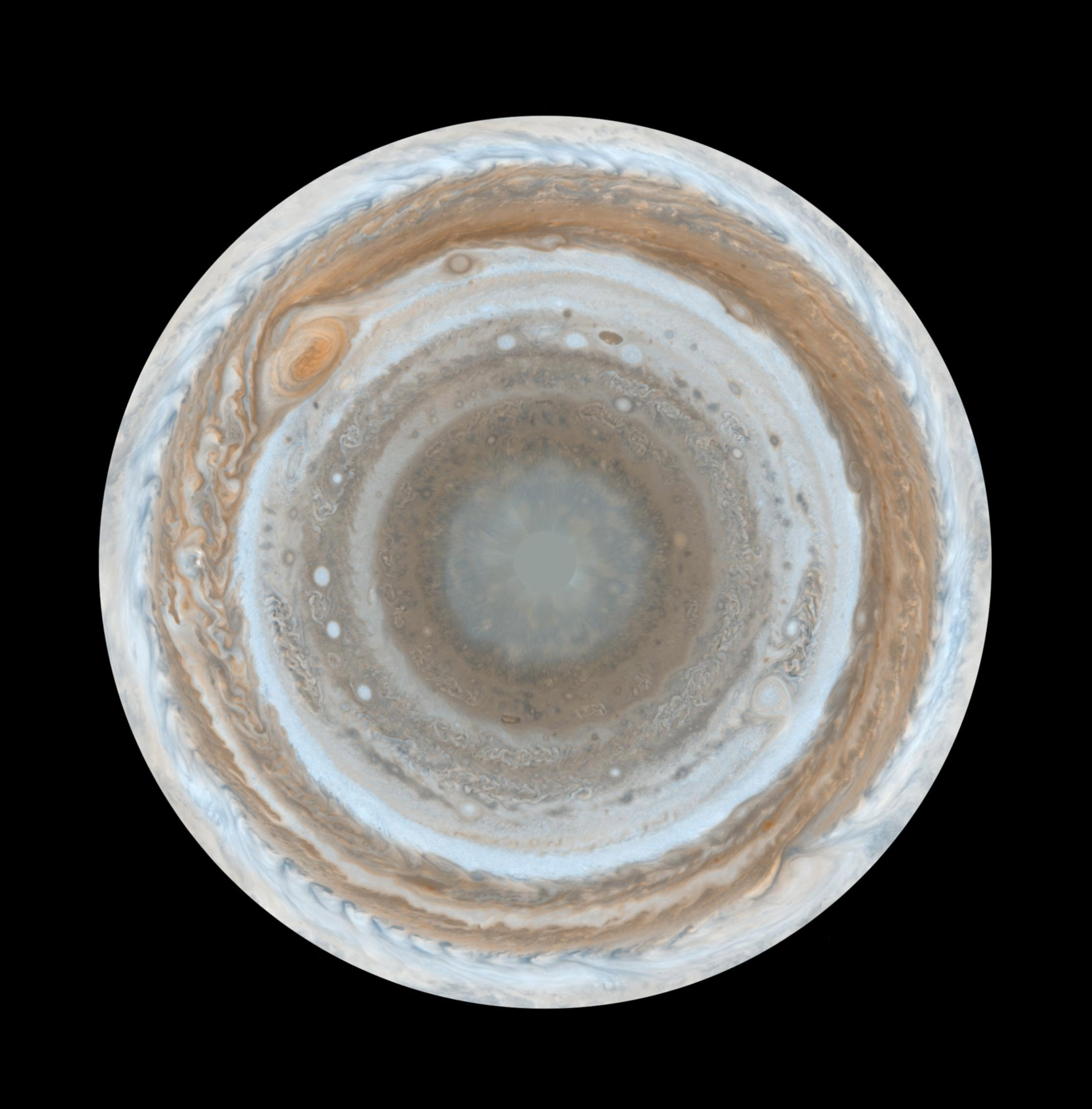
El mapa en color de Júpiter més detallat que existeix en l'actualitat, efectuat per la sonda Cassini.

La superfície visible de Júpiter està dividida en diverses bandes paral·leles a l'equador. Hi ha dos tipus de bandes: les zones (de color clar) i els cinturons (relativament foscos). La gran Zona Equatorial (ZE) ocupa l'espai comprès entre les latituds aproximades de 7 ° S a 7 ° N. Per sobre i sota de la zona equatorial, els cinturons Equatorials Nord i Sud (CEN i CES) s'extiene fins als 18 ° N i 18 ° S, respectivament. Més enllà de l'equador es troben les zones Tropicals Nord i Sud (ZTrN i ZTrS). El patró altern de cinturons i zones continua fins a les regions polars, a uns 50 graus de latitud, on els seus aparences visibles es tornen una mica apagades. L'estructura bàsica cinturó-zona probablement s'estengui dins dels pols i abasti almenys els 80 ° Nord i Sud.
L'aparença diferent de zones i cinturons és provocada per la diferència en l'opacitat dels núvols. La concentració d'amoníac és major en les zones, causant la presència de núvols més densos de gel d'amoníac a major altitud, el que al seu torn fa que els seus colors siguin més clars. D'altra banda, els núvols dels cinturons són més prims i es localitzen a menor altitud. La troposfera superior és més freda en les zones i més càlida en els cinturons. Es desconeix la naturalesa química precisa que produeix que les zones i bandes de Júpiter siguin tan acolorides, però és possible que tingui relació amb complexos compostos de sofre, fòsfor i carboni.

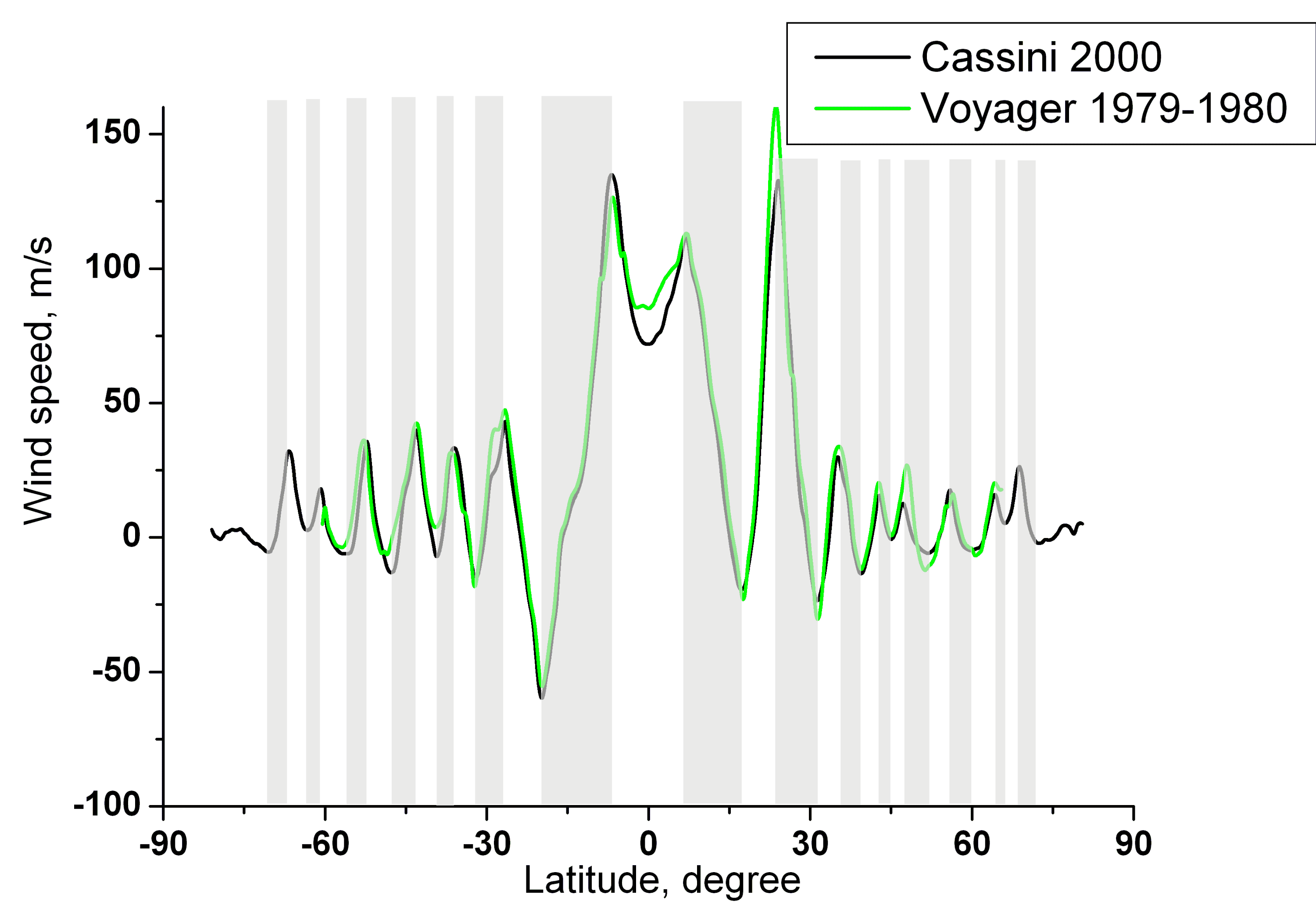
Velocitat dels vents a l'atmosfera joviana.

Les bandes jovianes limiten amb corrents atmosfèriques zonals (vents), denominats jets d'aire. Els jets d'aire cap a l'oest (retrògrads) es troben en la transició entre zones i cinturons (allunyant-se de l'equador), mentre que els que van cap a l'est (Prògrads) marquen la transició de cinturons a zones. El patró d'aquests corrents fa que la velocitat dels vents locals disminueixi en els cinturons i augmenti en les zones des de l'equador cap al pol. Per tant, el cisallament del vent en els corrents és ciclònic, i en les zones és anticiclònic. La ZE és una excepció a aquesta regla, ja que presenta un potent jet d'aire cap a l'est (prògrad) i compta amb la velocitat del vent mínima local exactament a l'equador. La velocitat dels jets d'aire són més grans a Júpiter i poden superar els 100 m / s. Les mateixes corresponen als núvols d'amoníac situades en el rang de pressió que va de 0,7 a 1 bar. Els jets d'aire prògrad solen ser més forts que els retrògrads. L'amplitud vertical dels jets d'aire es desconeix; aquests es dissolen de dos a tres alçades d'escala [b] per sobre dels núvols, mentre que, sota del nivell dels núvols, els vents augmenten lleument i de manera constant fins a almenys 22 bars (la màxima profunditat operacional a la qual va arribar la sonda Galileo).
L'origen de l'estructura en bandes de Júpiter no és del tot clara. La teoria més simple assenyala que les zones són llocs de surgències atmosfèriques positives i els cinturons són manifestacions de surgències negatives. Quan l'aire ric en amoníac s'eleva en les zones, s'expandeix i refreda, formant núvols alts i densos. No obstant això, en els cinturons, l'aire descendeix, escalfant de manera adiabàtica, i els núvols blancs d'amoníac s'evaporen, donant pas a núvols més baixos i foscos. La ubicació i amplitud de les bandes, i la velocitat i ubicació dels jets d'aire a Júpiter, són notòriament estables i únicament han variat en rares ocasions entre 1980 i 2000. La lleu disminució en la velocitat del jet d'aire més fort cap a l'est, situat en el límit entre la Zona Tropical Nord i els cinturons temperats Nord, a 23 ° N, és un exemple de variació. No obstant, les bandes canvien de coloració i intensitat amb el transcurs del temps.

### Regions principals

Il·lustració de les bandes de núvols de Júpiter i les seves abreviacions oficials. Les zones més clares s'indiquen a la dreta, els cinturons més foscos a l'esquerra. La gran taca vermella i l'Oval BA es mostren en la zona tropical sud i el cinturó temperat sud respectivament.

Els cinturons i les zones que divideixen l'atmosfera de Júpiter tenen una denominació i unes característiques específiques. Comencen per sota de les regions polars nord (NPR) i sud (SPR), que s'estenen des dels pols fins aproximadament 40-48° N/S. Aquestes regions blau grisoses no presenten normalment cap característica específica.
La regió temperada nord nord, compost pel cinturó temperat nord nord (NNTB) i la zona temperada nord nord (NNTZ) rarament mostra més detalls que les regions polars, a causa de l'enfosquiment vers el limbe (limb darkening), la reducció i el caràcter difús dels elements. El cinturó temperat nord-nord és el cinturó distingible més al nord, encara que ocasionalment desapareix. Les pertorbacions tendeixen a ser menors i de més curta durada. La zona temperada nod-nord és potser més fàcilement visible. S'han observat ocasionalment altres cinturons i zones en la regió.
La regió temperada nord, format pel cinturó temperat nord (NTB) i la zona temperada nord (NTZ), és part d'una regió longitudinal fàcilment observable des de la Terra, i per això ostenta el rècord d'observacions. També presenta els corrents en jet prògrads més forts del planeta— un corrent cap a l'oest que forma la frontera sud del cinturó temperat nord. El cinturó temperat nord s'esvaeix aproximadament cada dècada (fou així durant la visita de la sonda Voyager), fent que la zona temperada nord aparentment convergeixi amb la zona tropical nord (NTropZ). D'altres vegades, la zona termperada nord està dividida en un estret cinturó de dos components, nord i sud.
La regió tropical nord està composta per la zona tropical nord (NtropZ) i el cinturó equatorial nord (NEB). La zona tropical nord presenta una coloració estable normalment, canviant només quan ho fa el corrent en jet del sud del cinturó temperat nord (NTB). Com la zona temperada nord (NTZ), algunes vegades està dividida per una banda estreta, el cinturó tropical nord NTropB. En rares ocasions, el sud de la zona tropical nord mostre petites taques vermelles. Com el mateix nom suggereix, són els equivalents del nord de la gran taca vermella. A diferència de la gran taca vermella, les petites taques vermelles tendeixen a aparèixer en parells i sempre durant un curt període, un any de mitjana. La sonda pioneer 10 presencià un d'aquests episodis.
El cinturó equatorial nord (NEB) és un dels cinturons més actius del planeta. Es caracteritza per ovals blancs anticiclònics i ovals marrons ciclònics, aquests darrers normalment es formen més al nord que els blancs; com en la zona tropical nord NTropZ, la majoria d'aquests fenòmens són de curta durada. Com el cinturó equatorial sud (SEB), el cinturó equatorial nord algunes vegades s'ha esvaït per a després reaparèixer. El temps de retorn d'aquests canvis és aproximadament de 25 anys.

Zones, cinturons i vòrtexs de Jupiter. L'ampla zona equatorial és visible al centre envoltada per dos cinturons equatorials foscos (SEB i NEB). Els punts calents irregulars de color blau grisós al nord de la zona equatorial blanca canvien amb el pas del temps quan es dirigeixen cap a l'est a través del planeta. La gran taca vermella és al marge sud del cinturó equatorial sud SEB. Al voltant de cada oval de l'hemisferi septentrional, roten petites tempestes filmentoses. En les regions turbulentes apareixen ràpidament i a l'atzar petites estructures molt lluminoses, possiblement tempestes amb llamps. L'estructura més petita visible en l'equador té uns 600 km de diàmetre. Aquesta animació està composta de 14 fotografies en 24 dies jovians, o uns 10 dies terrestres. El temps s'ha accelerat a un factor de 600.000.

La regió equatorial (EZ) és una de les regions més estables del planeta, en latitud i activitat. L'extrem nord de la regió equatorial presenta espectaculars plomes que es dirigeixen cap al sud des del cinturó equatorial nord, resseguides per punts calents foscos (en infraroig) coneguts com a punts calents. Tot i que la frontera sud de la regió equatorial normalment està tranquil·la, observacions del final del segle xix i principis del XX mostraren que això ha canviat respecte a ara. La zona equatorial varia considerablement la coloració, d'un color pàlid a ocre, o inclús un color tirant a coure; ocasionalment es divideix en una banda equatorial (EB). Features in the EZ move roughly 390 km/h relative to the other latitudes.
La regió tropical sud està composta pel cinturó equatorial sud (SEB) i la zona tropical sud StropZ). És, amb diferència, la regió més activa del planeta, ja que s'hi troba el corrent en jet retrògrad més fort. La regió tropical sud és normalment el cinturó més ample i fosc de Júpiter; No obstant, algunes vegades es divideix en una zona, la Zona de banda equatorial sud (SEBZ), i pot esvair-se completament cada 3 a 15 anys abans de reaparèixer en el que es coneix com el cicle de reaparició SEB. En un període de setmanes o mesos després de la desaparició del cinturó, es forma un punt blanc i erupciona material marronós fosc que s'espandeix en un nou cinturó a causa dels vents jovians. El cinturó desaperegué per darrera vegada al maig de 2010. Una altra característica de la regió tropical sud és la llarga filera de pertorbacions ciclòniques que segueixen la gran taca vermella. Com a la zona tropical nord, la zona tropical sud és una de les zones més prominents del planeta, ja que no només conté la gran taca vermella, sinó que ocasionalment es veu afectada per la coneguda Pertorbació Tropical Sud (StropD), una divisió de la zona que pot durar molt de temps, la darrera durà des del 1901 al 1939.
La regió temperada sud, o cinturó temperat sud (STB), és un altre prominent cinturó fosc, més que el cinturó temperat nord; L'element més famós del cinturó havien estat els ovals de llarga duració BC, DE i FA, fins que al març de 2000 es fusionaren formant l'oval BA (petita taca vermella). De fet, els ovals eren part de la zona temperada sud, però s'estengueren fins al cinturó temperat sud blocant-lo parcialment. El sisturó temperat sud s'ha esvaït ocasionalment, aparentment a causa d'interaccions complexes entre els ovals blancs i la Gran Taca Vermella. L'aparença de la zona temperada sud (STZ)—la zona en la qual s'originaren els ovals, és altament variable.
La regió temperada sud sud és difícil de discernir inclús més que la regió temperada nord nord, els seus detalls són subtils i tan sols es poden estudiar bé amb grans telescopis o en telescopis espacials. Hi ha altres elements característics al planeta que són o temporals o difícils d'observar des de la Terra. Moltes zones i cinturons són transitoris i no sempre visibles. Això inclou la banda equatorial (EB), la zona del cinturó equatorial nord (NEBZ, una zona blanca dins del cinturó) i la zona del cinturó equatorial sud (SEBZ). Els cinturons també es divideixen a vegades per una pertorbació sobtada. Quan una pertorbació divideix un cinturó o zona singular, s'afegeix una N o una S per indicar si el component és la part nord o sud; per exemple, NEB(N) i NEB(S).

## Dinàmica
La circulació atmosfèrica de Júpiter és força diferent de la de la Terra. L'interior de Júpiter és fluid i no hi ha una superfície sòlida. Per tant, pot produir-se la convecció a través de l'envolcall exterior del planeta. Fins al moment, no s'ha desenvolupat una teoria explicativa de la dinàmica de l'atmosfera joviana. Aquesta teoria, hauria d'explicar l'existència de les bandes estretes estables i els jets que romanen relativament simètrics a l'equador de Júpiter, a més del fort jet prògrad observat en l'equador o la diferència entre zones i cinturons o l'origen i la persistència de grans vòrtexs com la Gran taca vermella.
Poden dividir les teories sobre la dinàmica de l'atmosfera de Júpiter en dos tipus: els models superficials i els models profunds. Els primers sostenen que la circulació observada està confinada en una fina capa exterior del planeta, sota la qual hi ha una capa estable. Els segons postulen que els fluxos atmosfèrics observats són tan sols manifestacions superficials d'una circulació profundament radicada en l'envolcall extern d'hidrogen molecular de Júpiter. Com ambdues teories presenten aspectes forts i fluixos, molts científics pensen que una bona teoria inclouria elements dels dos models.

### Models superficials
Els primers intents d'explicar la dinàmica atmosfèrica de Júpiter daten dels anys seixanta. Es basaren parcialment en la meteorologia terrestre, ja ben desenvolupada en aquella època. Aquests models superficials assumien que els jets de Júpiter eren conduïts per turbulències a petita escala, sostinguts al seu torn pels moviments convectius de l'aire humit de les capes exteriors de l'atmosfera (per sobre dels núvols de vapor d'aigua). La convecció de l'aire humit és un fenomen relacionat amb la condensació i l'evaporació de l'aigua i és un dels principals motors de temps atmosfèric terrestre. La producció dels jets en aquest model es relaciona amb una propietat ben coneguda de turbulència en dos dimensions; l'anomenada en cascada inversa, en la que petites estructures en turbulència (vòrtexs) s'uneixen per formar-ne de més grans. La mida finita del planeta significa que la cascada no pot produir estructures per sobre d'una certa escala, que per a Júpiter s'anomena escala de Rhines. La seva existència està relacionada amb la producció d'ones de Rossby. El procés funciona de la següent manera: quan les estructures en turbulències més grans arriben a una certa mida, l'energia comença a fluir en ones de Rossby en comptes d'estructures més grans, i la cascada inversa s'atura. Com en un planeta en ràpida rotació la relació de dispersió de les ones de Rossby és anisotròpica, l'escala de Rhines en la direcció paral·lela a l'equador és més gran que en la direcció ortogonal a l'equador. El resultat d'aquest procés és una producció d'estructures allargades a gran escala paral·leles a l'equador. Sembla que l'extensió meridional d'aquestes estructures sembla concordar a l'amplada dels corrents en jet. Per tant, en els models superficials, els vòrtexs alimenten els jets i han de desaparèixer en fusionar-s'hi.
Mentre aquests models poden explicar satisfactòriament l'existència d'una dotzena de jets, tenen problemes per explicar l'existènica del jet equatorial prògrad, ja que, amb algunes excepcions, els models superficials preveuen jets retrògrads, en contradicció amb les observacions. A més, els jets tendeixen a ser inestables i poden desaparèixer amb el temps. Els models superficials, no expliquen com els fluxos atmosfèrics observats a Júpiter contradiuen el criteri d'estabilitat. Versions més elaborades de models que permeten multicapes preveuen una circulació més estable, tot i això el problema persisteix. Quan l'exploració directa de l'atmosfera de Júpiter de la sonda Galileo revelà que els vents s'estenien força per sota dels núvols d'aigua a 5–7 bars de pressió i no mostraven cap prova d'afebliment fins als 22 bars de pressió, resultà evident que la circulació atmosfèrica de Júpiter pot ser profunda.

### Models profunds
El model profund fou proposat per primera vegada per Busse el 1976. Aquest model es basava en una altra característica ben coneguda de la mecànica de fluids, el teorema de Taylor–Proudman. El teorema afirma que en qualsevol líquid ideal barotròpic en ràpida rotació, els fluxos s'organitzen en sèries de cilindres paral·lels a l'eix rotacional. Les condicions probablement es donen en l'interior líquid de Júpiter. Per tant, el mantell d'hidrogen molecular del planeta es pot dividir en un cert nombre de cilindres, cada cilindre tindria una circulació independent dels altress. Les latituds a les quals els líquits dels cilindres interiors i exteriors es troben correspondria a la dels jets en la superfície visible del planeta, els cilindres es veurien com a zones i cinturons.

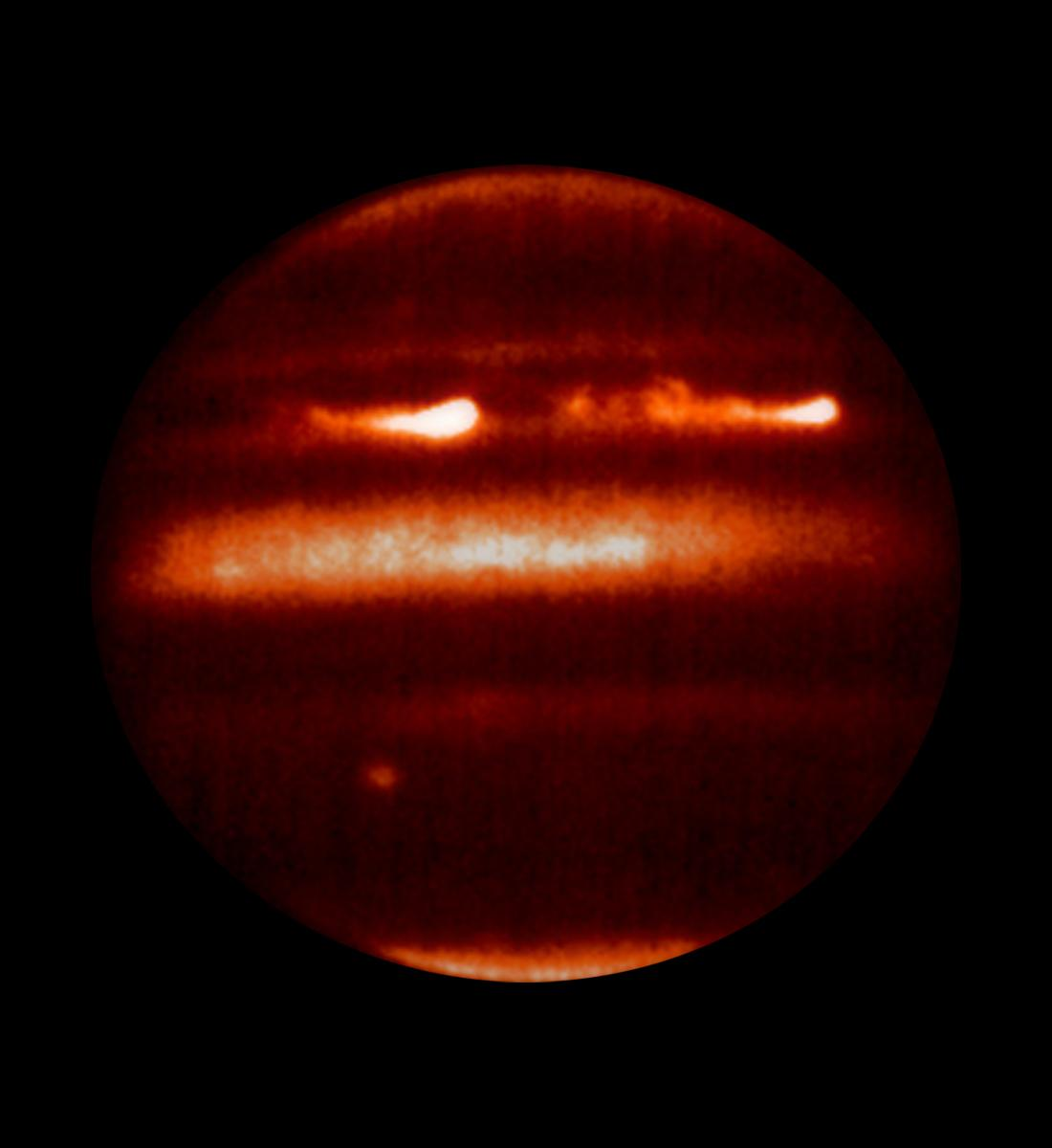
Imatge tèrmica de Júpiter del NASA Infrared Telescope

El model profund explica fàcilment els forts corrents en jet observats a l'equador de Júpiter; els jets serien estables i no obeirien el criteri d'estabilitat 2D. No obstant, igual que els models superficials, presenta problemes: segons aquest model els nombre de jets amples seria petit i fins al moment simulacions realistes en 3D no són possibles, la qual cosa significa que els models utilitzats per justificar la circulació profunda no poden explicar aspectes importants de la dinàmica de fluids de l'interior de Júpiter. Un model publicat el 2004 reproduïa amb èxit una estructura de bandes i jets joviana. Assumia que el mantell d'hidrogen molecular és més prim que en tots els altres models, ocupant tan sols el 10% del radi exterior de Júpiter. En els models estàndard de l'interior de Júpiter, el mantell té entre un 20 i un 30%. El motor de la circulació profunda és un altre problema. De fet, els corrents profunds podrien ser causats tant les forces superficials (convecció humida per exemple) com per convecció profunda planetària que transportaria calor de l'interior de Júpiter. No obstant, no és clar quin dels dos mecanismes és més important.

### Calor interna
Júpiter irradia molta més calor de la que rep del Sol. S'estima que la ràtio entre l'energia emesa pel planeta i l'absorbida del Sol és 1.67 ± 0.09. El flux de calor interna de Júpiter és 5.44 ± 0.43 W/m², on el total d'energia emesa és 335 ± 26 petawatts. Aquest valor és aproximadament igual a una milmilionèsima part del total irradiat pel Sol. Aquest excés de calor és bàsicament la calor primordial de les primeres fases de la formació de Júpiter, però pot ser en part de la precipitació de l'heli al nucli.
La calor interna pot ser important per la dinàmica de l'atmosfera joviana. Mentre Júpiter té una obliqüitat petita d'uns 3°, i els seus pols reben molta menys radiació solar que el seu equador, les temperatures troposfèriques no canvien de manera apreciable de l'equador als pols. Una explicació és que l'interior convectiu de Júpiter actua com un termostat, alliberant més calor prop dels pols que en la regió equatorial. Això conduiria a una temperatura uniforme en la troposfera. Mentre a la Terra la calor es transporta de l'equador als pols per la circulació atmosfèrica, a Júpiter és la convecció profunda la que equilibra la calor. La convecció a l'interior de Júpiter es pensa que es produeix principalment per la calor interna.

## Altres fenòmens de l'atmosfera de Júpiter

### Vòrtexs

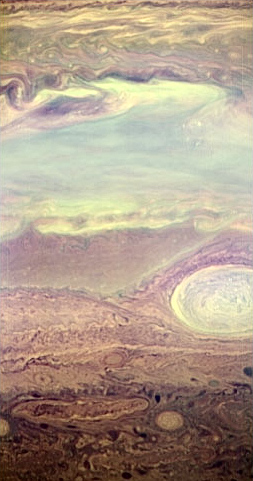
Visió en infraroig de l'atmosfera de Júpiter presa per la sonda New Horizons

L'atmosfera de Júpiter allotja centenars d'estructures circulars en rotació en forma de vòrtexs que, de la mateixa manera que a la Terra, es poden dividir en dues classes. ciclons i anticiclons. Els primers giren en la mateixa direcció que el planeta (sentit antihorari a l'hemisferi nord i sentit horari l'hemisferi sud); el darrer rota en direcció contrària. No obstant, una diferència important de l'atmosfera terrestre és que, en l'atmosfera joviana, els anticiclons predominen sobre els ciclons, ja que més del 90% dels vòrtexs majors 2000 km de diàmetre són anticiclons. La vida mitjana dels vòrtexs varia des de diversos dies a centenars d'anys depenent de la mida. Per exemple, la mitjana dels anticiclons de diàmetres entre 1000 i 6000 km és d'1,3 anys. No s'han observat mai vòrtexs en la regió equatorial de Júpiter (dins els 10° de latitud), on són inestables. Com a tots els planetes de rotació ràpida, els anticiclons de Júpiter són centres d'altes pressions, mentre que els ciclons ho són de baixes pressions.
Els anticiclons de l'atmosfera joviana estan sempre confinats dins de zones, on la velocitat del vent s'incrementa en la direcció de l'equador als pols. Són normalment brillant i es mostren com a ovals blancs. Poden canviar en longitud, però es mantenen aproximadament en la mateixa latitud, car no poden escapar de la zona que els confina. La velocitat del vent a la perifèria és d'uns 100 m/s. Els diferents anticiclons situats en una mateixa zona tendeixen a unir-se, quan s'aproximen un a l'altre. No obstant, Júpiter té dos anticiclons d'alguna manera diferents a la resta. Són la Gran Taca Vermella i l'oval BA; aquest darrer format l'any 2000. A diferència dels ovals blancs, aquestes estructures són vermelles, suposadament perquè fan pujar el material vermell de les profunditats del planeta. A Júpiter, els anticiclons es formen normalment per la unió de petites estructures, incloent-hi tempestes convectives, encara que els grans ovals poden ser el resultat de la inestabilitat de jets. El darrer fou observat el 1938-1940, quan uns pocs ovals aparegueren com a resultat de la inestabilitatde la zona temperada sud; posteriorment convergiren per formar l'oval BA.
A diferència dels anticiclons, els ciclons de Júpiter tendeixen a ser estructures petites, fosques i irregulars. Els més regulars i foscos es coneixen com a ovals marrons. No obstant, s'ha suggerit l'existència d'un pocs grans ciclons de llarga durada. A més de ciclons compactes, Júpiter té algunes grans taques filamentoses irregulars que demostren una rotació ciclònica. Una d'elles es localitza cap al l'oest de la gran taca vermella (en la seva regió posterior) en el cinturó equatorial sud. Aquestes taques s'anomenen regions ciclòniques. Els ciclons sempre es localitzen en els cinturons i convergeixen quan es troben entre ells, igual que els anticiclons.
L'estructura profunda dels vòrtexs no està de tot clara. Es pensa que és relativament prima, ja que un gruix superior als 500 km conduiria a la inestabilitat. Els grans anticiclons se sap que s'estenen unes poques desenes de quilòmetres per sobre dels núvols visibles. Les primeres hipòtesis que deien que els vòrtexs eren plomes o columnes convectives profundes ja no són majoritàriament acceptades.

#### Gran Taca Vermella
La Gran Taca Vermella és una tempesta anticiclònica persistent, situada a 22° al sud de l'equador de Júpiter, que ha durat com a mínim 195 anys i possiblement més de 360 anys. La tempesta és prou gran com per ser visible des de telescopis de la Terra.

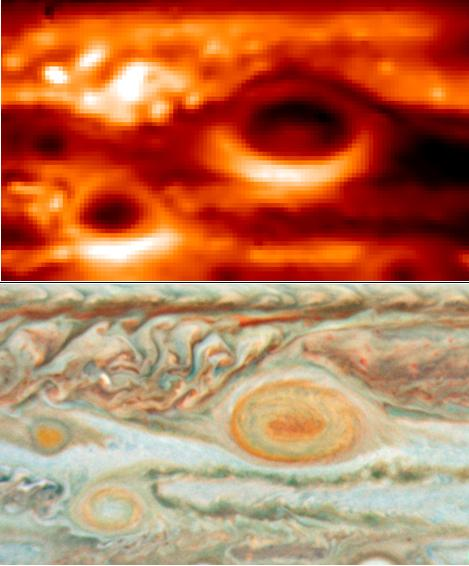
Imatge en infraroig de la Gran Taca Vermella (a dalt) mostrant el seu centre calent, presa pel Very Large Telescope. Comparació amb una imatge del Telescopi espacial Hubble (a baix).

La Gran Taca Vermella gira en sentit antihorari, amb un període d'aproximadament sis dies terrestres o 14 dies jovians. Té una mida de 24-40,000 km d'oest a est i 12-14,000 km de sud a nord. La taca és tan gran que podria contenir dos o tres planetes de la mida de la Terra. A principis de 2004 la taca tenia aproximadament la meitat de l'extensió longitudinal que havia tingut un segle abans, quan va tenir uns 40,000 km de diàmetre. Seguint amb la ràtio actual de reducció podria ser circular cap al 2040, encara que aquesta possibilitat és improbable a causa dels efectes de distorsió dels corrents en jet de les proximitats. No se sap quant de temps durarà la taca, o si aquest canvi es deu a fluctuacions normals.
Segons un estudi de científics de la Universitat de Califòrnia, Berkeley, entre el 1996 i el 2006 la taca ha perdut el 15 per cent del seu diàmetre en l'eix major. Xylar Asay-Davis, un membre d'aquest equip afirma que la taca no està desapareixent perquè la velocitat és una mesura més robusta, ja que els núvols associats amb la gran taca vermella estan fortament influenciats per nombrosos fenòmens diferents de l'atmosfera circumdant."
Les dades que mostren les lectures en Infraroig indiquen que la Gran Taca Vermella és més freda (i per tant, té altitud més elevada) que la majoria dels altres núvols del planeta; els núvols superiors de la Gran Taca Vermella estan a uns 8 km per sobre dels núvols dels voltants. A més, el seguiment dels fenòmens atmosfèrics ha revelat que la circulació antihorària de la Taca es remunta a 1966-les primeres pel·lícules preses per la sonda Voyagers. La taca es troba espacialment confinada per dos corrents en jet, un en direcció est (prògrad) en el seu sud i un altre molt fort i retrògrad cap a l'oest en el seu nord. Encara que els vents en els seus extrems arriben als 120 m/s (432 km/h), els corrents interiors semblen estancats, amb poca entrada i sortida de flux. El període de rotació de la taca s'ha reduït amb el temps, potser a causa de la reducció de la seva mida. El 2010, els astrònoms fotografiaren la Gran Taca Vermella en l'infraroig (de 8.5 a 24 μm) amb una resolució espacial més gran que mai i trobaren que la seva regió central i més vermella és més calenta que els voltants uns 3 o 4 K. La massa d'aire calent està localitzada en la troposfera superior a una pressió que varia entre els 200–500 mbar. Aquest punt calent central rota antihoràriament a poc a poc i pot ser degut a una feble subsidència d'aire en el centre de la Gran Taca Vermella.

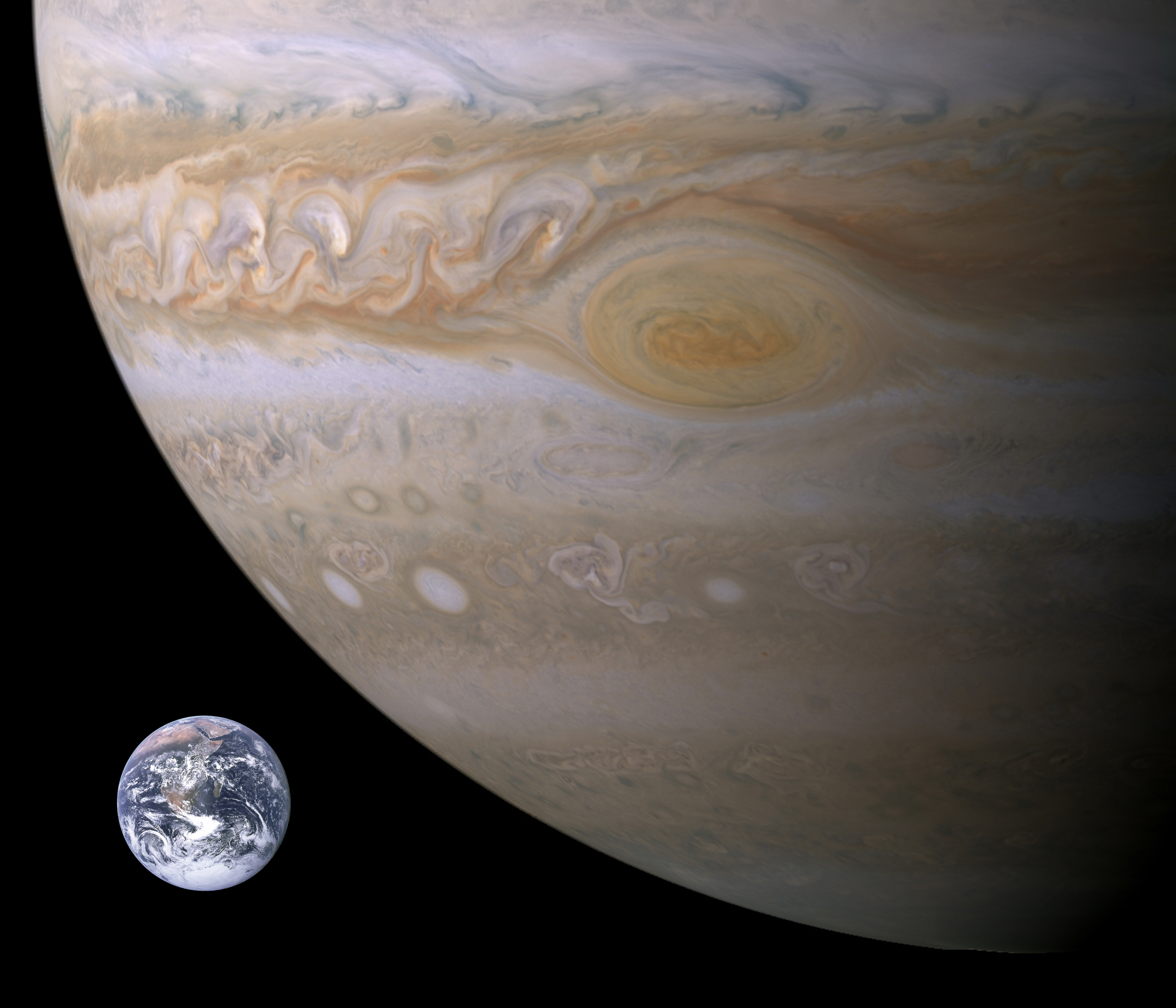
Comparació aproximada de la mida de la Terra i la Gran Taca Vermella

La latitud de la Gran Taca Vermella s'ha mantingut estable durant el període d'observacions fiables, variant només un grau. La longitud, no obstant, ha patit constant variacions. Degut al fet que Júpiter no rota uniformement a totes les latituds, els astrònoms han definit tres sistemes diferents per definir la longitud. El sistema I s'usa en la regió equatorial, entre els 10° nord i sud de l'equador. El sistema II s'usa per latituds de més de 10°, i fou basat originàriament en la període mitjà de rotació de la Gran Taca Vermella de 9h 55m 42s. A pesar d'aquest fet, la taca ha ultrapassat el planeta en Sistema II almenys 10 vegades des de principis del segle xix. La seva velocitat de deriva ha canviat dràsticament al llarg dels anys i ha estat lligada a la brillantor del cinturó equatorial sud, i a la presència o absència d'una pertorbació tropical sud.
No se sap exactament què provoca el color vermell de la Gran Taca Vermella. Teories basades en experiments de laboratori fan suposar que el color podria ser degut per molècules orgàniques complexes, fòsfor vermell, o també un altre compost de sofre. La Gran Taca vermella varia molt els tons, des del vermell totxo a un salmó pàlid, o inclús blanc. La regió central més vermella és lleugerament més calenta que els voltants, la qual cosa evidencia que el color de la taca està afectat per factors ambientals. La taca desapareix ocasionalment de l'espectre visible, fent-se visible només el forat de la taca vermella, que és el seu nínxol en el cinturó equatorial sud. La visibilitat de la Gran Taca Vermella està aparentment associada a l'aparició del cinturó equatorial sud; quan el cinturó és blanc brillant, la taca tendeix a ser fosca, i quan el cinturó és fosc, la taca és normalment més clara. Els període quan la taca és fosca o clara succeeixen a intèrvals irregulars; fins al 1997 la taca fou més fosca en els períodes 1961-66m 1968-75, 1989-90 i 1992-933.
No s'ha de confondre la Gran Taca Vermella amb la Gran Taca Fosca, un fenomen observat prop del pol nord de Júpiter per la sonda Cassini-Huygens l'any 2000. També s'ha de tenir present no confondre-la amb d'un fenomen de l'atmosfera de Neptú també anomenat Gran Taca Fosca. Aquest darrer fenomen fou fotografiat per la sonda Voyager 2 al 1989, i podria haver estat un forat atmosfèric més que una tempesta i ja no es trobà el 1994 (encara que una taca similar aparegué més al nord).

#### Oval BA

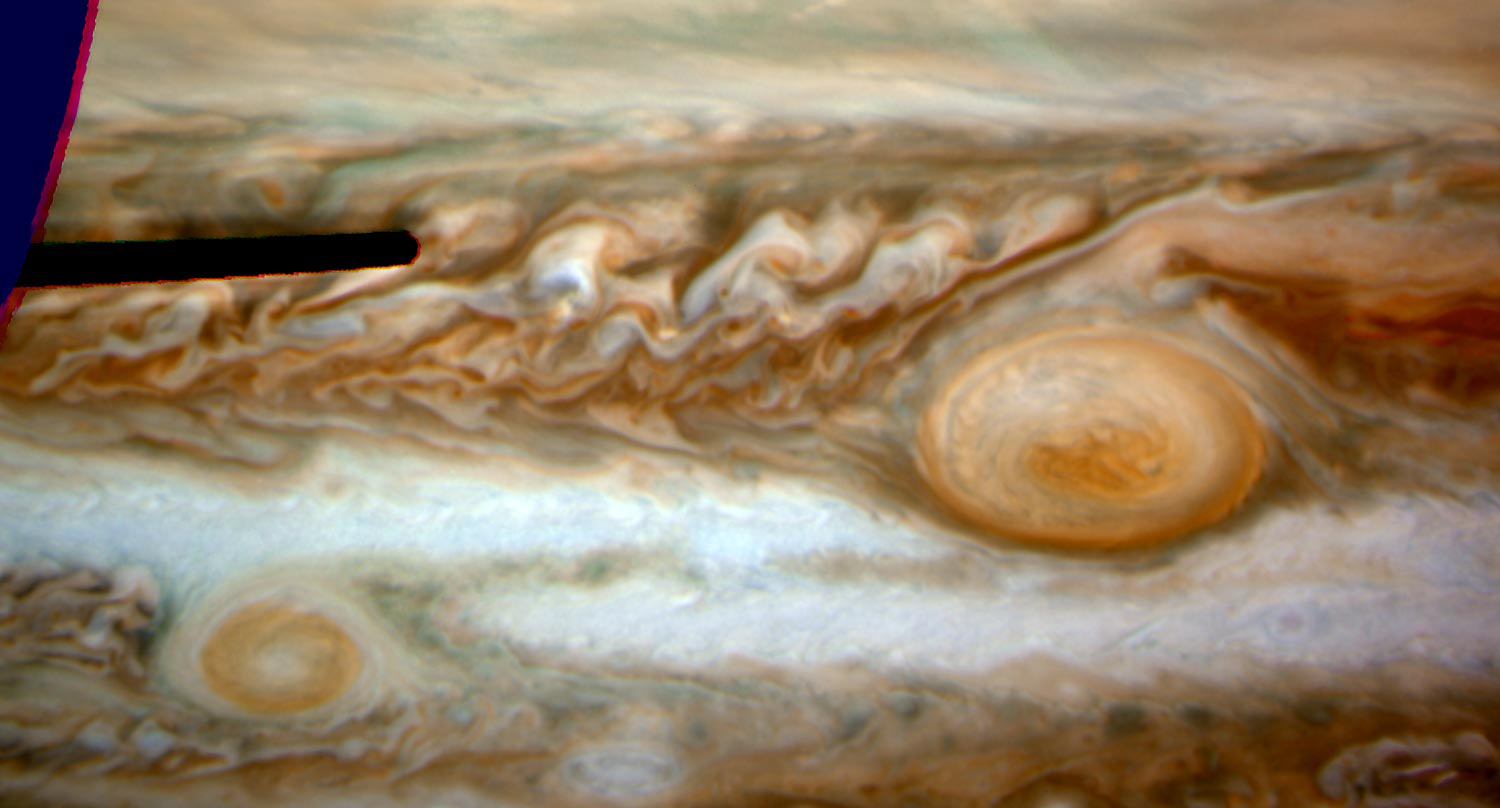
Oval BA (a l'esquerra)

L'Oval BA, també conegut com a Petita Taca Vermella és el nom oficial d'una tempesta vermella de l'hemisferi sud de Júpiter similar en forma encara que més petita que la Gran Taca Vermella. L'oval BA fou vist l'any 2000 després de la unió de tres petites tempestes blanques, i des de llavors el fenomen s'ha intensificat.
Els tres ovals blancs que convergiren en la petita taca vermella es coneixien des de 1939, quan la zona tempera sud presentà unes taques fosques que es dividiren en tres seccions allargassades. Elmer J. Reese anomenà les seccions fosques com a AB, CD, i EF. Les taques augmentaren en mida i disminuïren els segmens restants de la Zona Temperada Sud en els ovals blancs FA, BC, i DE. Els ovals BC i DE s'uniren el 1998, formant l'Oval BE. Llavors, al març de 2000, BE i FA s'uniren i formaeren l'Oval BA.

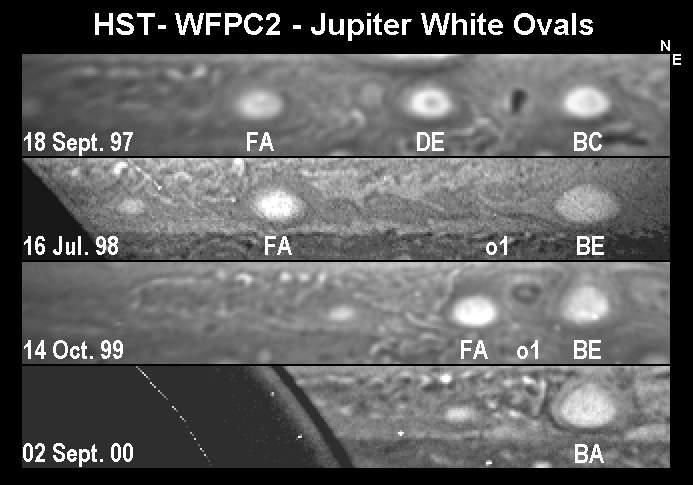
Formació de l'Oval BA a partir dels tres ovals blancs

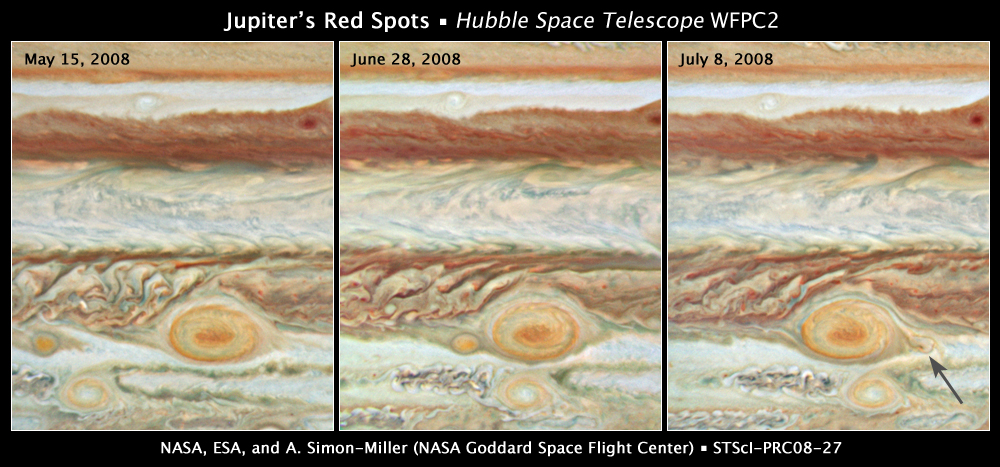
Oval BA (a sota), Gran Taca Vermella (a dalt) i el "Taca vermella baby" (al mig) durant un breu encontre al juny de 2008

L'oval BA començà a fer-se vermell a l'agost de 2005. El 24 de febrer de 2006, l'astrònom aficional Filipí amateur astronomer Christopher Go discobrí el canvi de color, adonan-se que havia agafat el mateix to que la Gran Taca Vermellat. Fou llavors quan l'escriptor Tony Phillips de la NASA suggerí el nom de "Taca vermella Junior." o "Petita taca vermella"
A l'abril de 2006, un grup d'astrònoms, pensant que l'Oval BA podria convergir amb la Gran Taca Vermella aquell any, observaren les tempestes amb el Telescopi espacial Hubble. Les tempestes se sobrepassen aproximadament cada dos anys, el Dr. Amy Simon-Miller, del Goddard Space Flight Center, predigué que les tempestes estarien el més pròximes possible el 4 de juliol de 2006. El 20 de juliol, les dues tempestes foren fotografiades per l'observatori Gemini que es traspassaven, però no convergiren.
El motiu pel qual l'Oval BA ha esdevingut vermell no es coneix amb exactitud. Segosn el Dr. Santiago Pérez-Hoyos de la Universitat del País Basc, proposa que el mecanisme més probable és "una difusió dirigida cap a dalt i cap a endins d'un compost vermellós o una capa de vapor que podria interacturar posteriorment amb fotons solars d'alta energia en les capes superiors de l'Oval BA." Alguns pensen que les tempeste petites (i les seves corresponents taques blanques) de Júpiter es tornen vermelles quan els vents són prou forts com per a fer pujar certs gasos des de l'interior profund de l'atmosfera que, en contacte abm la llum solar, canviarien de color.
Segons les observacions del telescopi espacial Hubble el 2007, l'oval BA s'està fent més fort. La velocitat del vent arriba als 618 km/h; aproximadament la mateixa que la Gran Taca Vermella i molt més forts que la tempesta que la creà. al juliol de 2008, la seva mida era aproximadament la de la mida de la Terra; és a dir, la meitat de la Gran Taca Vermella.
No s'ha de confondre l'Oval BA amb una altra gran tempesta a Júpiter, La taca vermella tropical sud (LRS en anglès) (anomenada la Taca Vermella Baby per la NASA), que fou destruïda per la Gran Taca Vermella. La nova tempesta, un taca blanca en les primeres fotografies del Hubble, es tornà vermella al maig de 2008. Les observacions dudes a terme per Imke de Pater de la Universitat de Califòrnia, Berkeley. La taca vermella baby es trobà amb la Gran Taca Vermella des de principis de juny a principis de juliol de 2008, i durant la col·lisió, la petita taca fou esmicolada. Els romanents de la petita taca primer orbitaren la Gran Taca Vermella i posteriorment foren absorbits. A mitjans de juliol desaparegueren els darrers romanents de color vermell, i els que quedaren col·lidiren amb la Gran Taca Vermella, finalment unint-se amb ella. L'agost de 2008 ja havien desaparegut tots els romanents de la taca vermella baby. Durant tot aquest període l'oval BA estigué present en les proximitats, però no juga cap rol en la destrucció de la taca baby.

### Tempestes i llamps

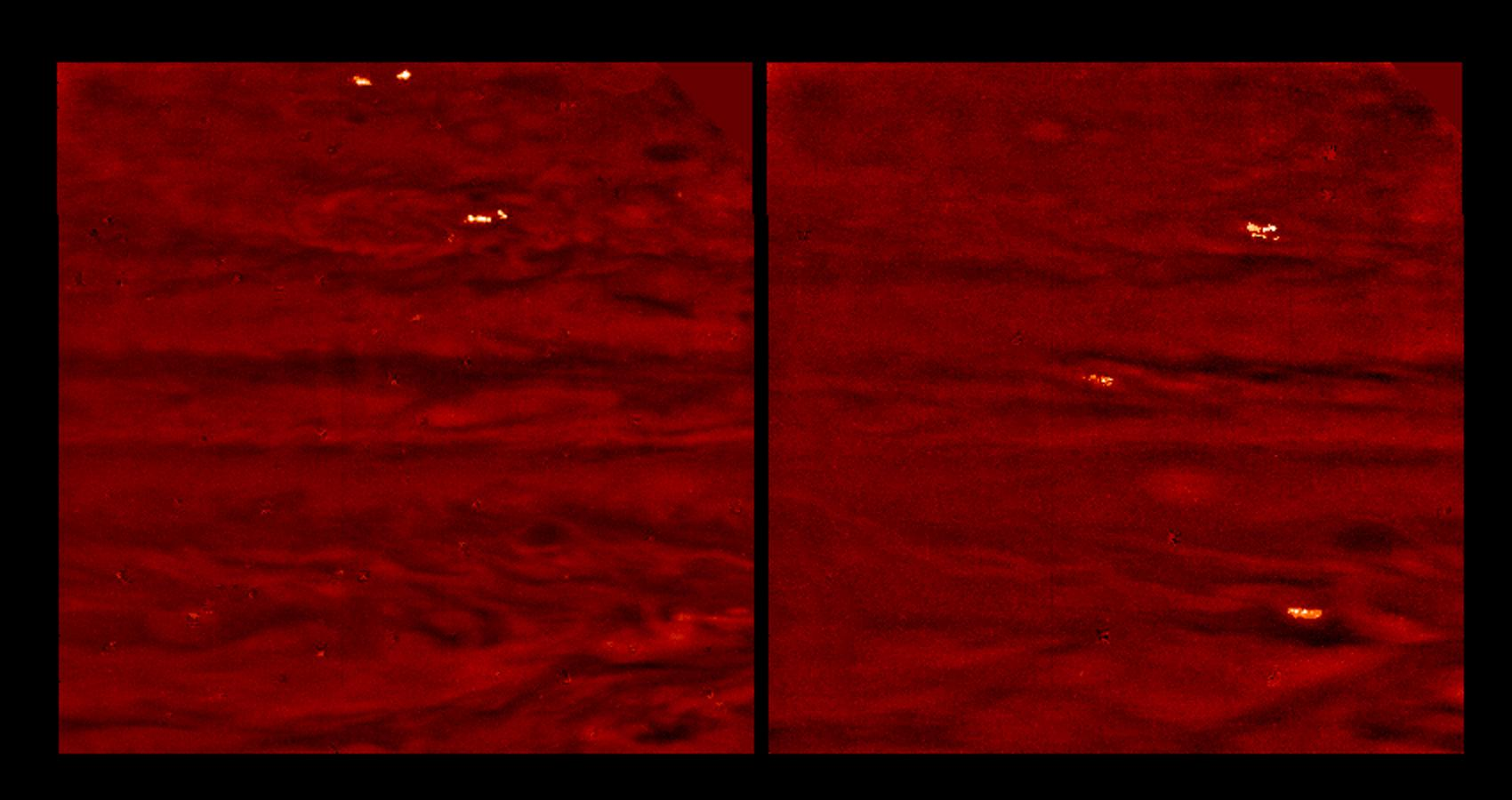
Llamps a la cara nocturna de Júpiter fotografiats per la sonda Galileo orbiter al 1997

Les tempestes de Júpiter, són similars a les tempestes amb llamps terrestres, pareixen com a núvols brilants amb mides sobre els ut 1000 km. Es donen en les regions ciclòniques dels cinturons de tant en tant i especialment en els corrents en jet retrògrads. A diferència dels vòrtexs, les tempestes són fenòmens de curta durada, amb una vida d'uns 3-4 dies. Es pensa que es deuen principalment a la convecció de la humitat dins la troposfera joviana. De fet, les tempestes són altes columnes convectives (plomalls), que portaria l'aire humit des de les profunditats a les parts superiors de la troposfera, on es condensaria formant núvols. L'extensió típica d'una tempesta joviana és uns 100 km, ja que s'estenen des dels d'aproximadament 5-7 bars, on es localitza una la base d'un hipotètic núvol d'aigua fins als 0.20.5 bars.
Les tempestes de Júpiter s'associen sempre amb llamps. Les fotografies de l'hemisferi nocturn de Júpiter fetes per la sonda "Galileo" i les sondes Cassini revelaren flaixos de llum regulars en els cinturons jovians i prop de la localització dels corrents en jet retrògrads, particularment a les latituds 51°N, 56°S i 14°S. Els llamps que colpejen Júpiter són, de mitjana, més forts que els de la Terra. Tot i que són menys freqüents que a la Terra, l'energia lluminosa emesa en una àrea donada és similar a la de la terra. S'han detectat alguns flaixos a les regions polars, convertint a Júpiter en el segon planeta del Sistema solar després de la Terra que exhibeix llamps a les regions polars.
Tempestes especialment fortes es produeixen a Júpiter cada 15–17 anys. Apareixen a la latitudt 23°N, on se situa el corrent en jet més fort. L'últim aparició d'aquest fernòmen fou observat entre el marc i el juny de 2007. Dues tempestes aparegueren en el cinturó temperat nord separades per 55° de lungitud i pertorbaren de manera significativa el cinturó. El material fosc cobert per les tempestes es barrejà amb els núvols i canvià el color del cinturó. Les tempestes es movien a velocitats molt altes de fins a 170m/s, una mica més ràpides que el mateix jet, suggerint l'existència de forts vents en l'interior de l'atmosfera.

### Pertorbacions
| Sense pertorbació (2009) |  | Sense pertorbació (2009) |
| Sense pertorbació (2009) |  | Pertorbació SEB (2010)   |

El patró normal de bandes i zones a vegades es veu pertorbat durant un període. Un tipus específic de pertorbacions són les anomenades pertorbacions tropicals del sud (STD en anglès), caracteritzades per enfosquiments de llarga durada. Les STD de més llarga durada de les quals es té constància històrica duraren des del 1901 fins al 1939, foren vistes per primera vegada per Percy B. Molesworth el 28 de febrer de 1901. Prengueren la forma d'un enfosquiment sobre la part normalment brillant de la zona tropical sud. Des de llavors s'han pogut observar algunes altres pertorbacions similars a la zona.
Un altre fenomen específic del cinturó equatorial sud (SEB) es coneix com la pertorbació del SEB.
A intervals irregulars de 3-15 anys la banda, normalment ben visible una mica al nord de la Gran Taca Vermella, presenta una coloració blanquinosa, fent-se indistingilbe de les zones clares cincumdants, tornarà a ser òpticament distingible una altra vegada a les poques setmenes o mesos.

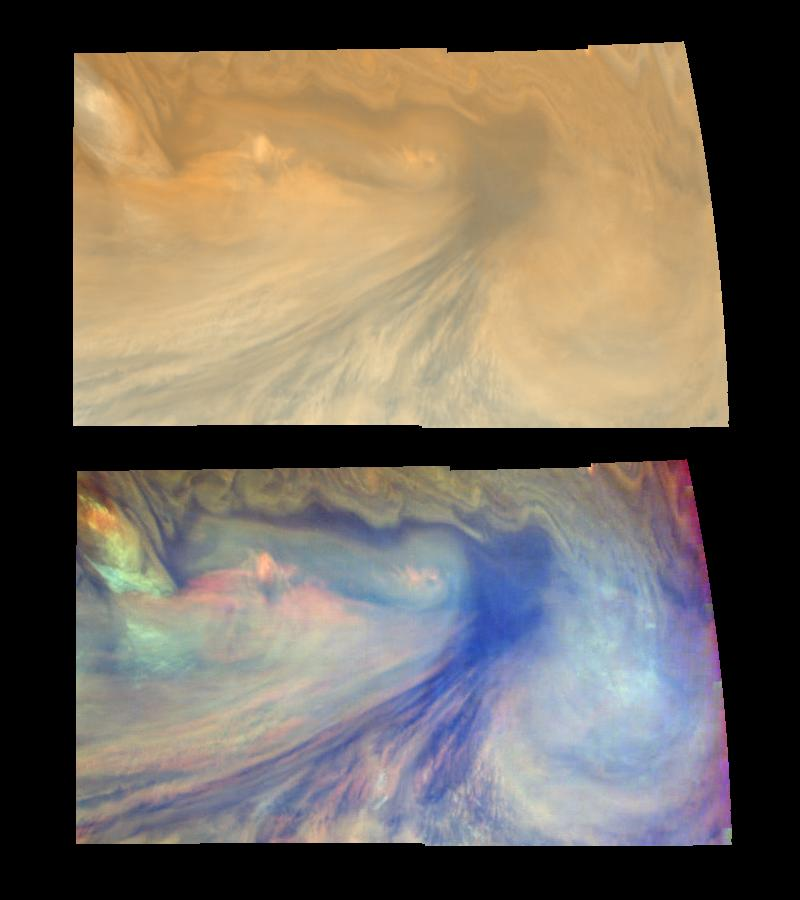
Imatge en colors falsos d'un punt calent equatorial

Aquest fenomen es produí per darrera vegada el 2010, però ja havia estat fotografiat per la sonda Pioneer 10 el 1973 i el 1991. La causa del fenomen s'atribueix a la superposició momentània d'alguns estrats de núvols amb la banda, que normalment són absentes a la regió.

### Punts calents
Un dels fenòmens més misteriosos de l'atmosfera de Júpiter són els punts calents. En ells, l'aire està relativament lliure de núvols i la calor pot escapar de les profunditats sense massa absorció. Els punts calents apareixen com a punts brillants en les imatges d'infraroig obtingudes a longitud d'ones d'uns 5 μm. Se situen preferentment en els cinturons, encara que hi ha una cadena de punts calents prominents en l'extrem nord de la zona equatorial, la sonda Galileo descendí en un d'aquests punts equatorials. Cada punt equatorial està associat amb un plomall nuvolós brillant situat a l'oest i que té una mida d'uns 10.000 km. Els punts calents tenen generalment una forma arrodonida, tot i això no s'assemblen als vòrtexs.
L'origen dels punts calents no és del tot clar. Es podria tractar de corrents descendents, en els quals l'aire s'escalfa adiabàticament i després s'eixuga, o podrien tractar-se de manifestacions d'ones a escala planetària. Aquesta darrera hipòtesi explicaria el patró periòdic dels punts equatorials.

## Història de l'observació

Seqüència d'imatges de l'aproximació del Voyager 1 a Júpiter

Els primers astrònoms que observaren mitjançant telescopis l'aspecte canviant de l'atmosfera de Júpiter, utilitzaren termes descriptius com cinturons i zones, taques marrons i taques vermelles, plomalls, ... Altres termes com vòrtex, moviment vertical, són propis del segle xx.
Les primeres observacions de l'atmosfera joviana a alta resolució foren preses pel programa Pioneer, les sondes Pioneer 10 i 11. Les primeres imatges detallades de l'atmosfera de Júpiter foren preses pels Voyagers. Les dues sondes foren capaces de fotografiar detalls a una resolució de fins a 5 km de mida en diversos espectres, a més de crear una pel·lícules d'aproximació de l'atmosfera en moviment. La Galileo fotografià menys de l'atmosfera joviana, però a una millor resolució i una longitud d'ona espectral més ampla.
Actualment, els astrònoms han tingut accés a enregistraments continus de l'activitat atmosfèrica joviana gràcies a telescopis com el Hubble, que mostres que l'atmosfera se sacseja ocasionalment per pertorbacions massivas, però que, sobretot, és força estable. El moviment vertical de l'atmosfera de Júpiter fou àmpliament determinat per la identificació de traces de gasos des de telescopis terrestres. Els estudis espectroscòpics han permès una ullada a la composició de Júpiter per sota dels núvols superiors. La presència de sofre (S₂) i sulfur de carboni (CS₂) fou revelada
(ha estat la segona vegada que s'ha trobat sofre diatòmic en un objecte celeste) juntament amb altres molècules com l'amoníac (NH₃) i l'àcid sulfhídric (H₂S), encara que no es detectaren molècules compostes d'oxigen com el diòxid de sofre.
La sonda Galileo, mentre se submergia a Júpiter, mesurà el vent, la temperatura, la composició, els núvols i els nivells de radiació fins als 22 bars. No obstant, per sota d'1 bar els resultats són incerts.